# Sinan Bakış
Sinan Bakış (Troisdorf, 22 de abril de 1994) es un futbolista turco que juega como delantero en el Real Zaragoza de la Segunda División de España.

## Selección nacional
Sinan representó a Turquía en el Campeonato Europeo de la UEFA Sub-19 2013 y en la Copa Mundial de Fútbol Sub-20 de 2013.

## Clubes
Actualizado al último partido disputado el 17 de mayo de 2025.
| Club                   | País         | Año       | Partidos | Goles |
| ---------------------- | ------------ | --------- | -------- | ----- |
| Kayserispor            | Turquía      | 2013-2016 | 42       | 11    |
| Bursaspor              | Turquía      | 2016-2018 | 32       | 2     |
| FC Admira Wacker       | Austria      | 2018-2020 | 55       | 17    |
| Heracles Almelo        | Países Bajos | 2020-2022 | 62       | 18    |
| F. C. Andorra          | Andorra      | 2022-2023 | 34       | 12    |
| Real Zaragoza          | España       | 2023-act. | 19       | 0     |
| Górnik Zabrze (cedido) | Polonia      | 2024-2025 | 14       | 0     |

## Palmarés

### Distinciones individuales
| Distinción                                                          | Año  |
| ------------------------------------------------------------------- | ---- |
| Mejor jugador del mes de noviembre de la Segunda División de España | 2022 |